# Дьявольская считалочка
«Дьявольская считалочка», встречаются также варианты перевода названия: «Колыбельная для убийцы»; «Дьявольская песня мячика» (яп. 悪魔の手毬唄, акума но тэмари-ута; англ. The Devil's Ballad / Rhyme Of Vengeance) — детективный фильм режиссёра Кона Итикавы по роману Сэйси Ёкомидзо, вышедший на экраны в 1977 году. Сиквел популярного фильма 1976 года «Клан Инугами», соответственно вторая часть пенталогии Кона Итикавы о частном детективе Коскэ Киндаити. Последующие киноленты этого детективного цикла: «Остров Гокумон» (1977); «Пчелиная матка» (1978) и «Дом повешенной на Больничном Спуске» (1979).

## Сюжет
Действие фильма развивается в начале 1950-х годов в деревеньке под названием Оникобэ (что переводится как «Голова Дьявола»), куда приезжает частный детектив Киндаити, приглашённый инспектором Исокавой, чтобы помочь провести расследование убийства, произошедшего двадцать лет тому назад.
В 1931 году погиб Гэндзиро Аоти, лицо которого обгорело, ибо погибший упал головой в очаг. В то же время пропал Онда, ремесленник, занимавшийся изготовлением новогодних украшений. Деревенская молва связывает эти два происшествия воедино, распустив слух, что это тело Онда было найдено с обгоревшим лицом, а убийцей является на самом деле Аоти, сбежавший после преступления в город, бросив жену и дочь.
Инспектор Исокава тайно влюблён в госпожу Рику Аоти, вдову погибшего Гэндзиро и все эти двадцать лет после случившегося не прекращает заниматься поисками истины, постепенно приходя к выводу, что он в своё время, наверное, совершил непоправимую ошибку, перепутав местами преступника и жертву. Пригласив подключиться к расследованию старого дела частного сыщика Киндаити, инспектор и не предполагал, что убийства продолжаться уже в настоящем.
На сей раз жертвами становятся молодые девушки, претендующие на брак с местным красавцем-виноделом. И новые убийства происходят точно по сюжету детской песенки-считалочки «Тэмари ута»: один куплет — одна смерть. Но, единственная жительница деревни, что вспоминает эту песенку, 88-летняя старушка, припоминает каждый куплет только аккурат после каждой новой смерти, чем никак не может помочь ходу расследования.
И каково же будет удивление и сожаление инспектора Исокавы, когда он узнает, что за всеми убийствами стояла Рика Аоти. Она ещё тогда, двадцать лет назад узнала что её муж ведёт двойную жизнь, что Гэндзиро Аоти и Онда — это одно и тоже лицо, имевший множество связей с другими женщинами, родивших ему дочерей, которых Рика отправила на тот свет в настоящем, вслед за тем как она убила мужа в прошлом.

## В ролях
- Кодзи Исидзака — Коскэ Киндаити
- Кэйко Киси — Рика Аоти
- Томисабуро Вакаяма — инспектор Исокава
- Акико Нисина — Тиэ
- Кодзи Кита — Канао Аоти, сын Рики
- Йоко Такахаси — Ясуко Юра, возлюбленная Канао
- Мицуко Кусабуэ — Ацуко Юра, мать Ясуко
- Хисано Ямаока — Ито Идзуцу
- Митико Хаяси — Омики
- Мисако Ватанабэ — Харуэ, мать Тиэ
- Такэси Като — инспектор Татибана
- Хидэдзи Оотаки — доктор Гондо
- Нобуо Накамура — Хоан Татара
- Нобуто Окамото — офицер полиции Накамура
- Эйко Нагасима — Сатоко Аоти, дочь Рики
- Юкико Нагано — Фумико Нирэ
- Каёко Сираиси — Сакиэ Цукаса, мать Фумико
- Фудзио Токита — Тацудзо, старший брат Харуэ
- Акидзи Кобаяси — Хисакабэ, менеджер Тиэ
- Цудзи Кадзунага — детектив Нодзу
- Такао Дзуси — Тосиро Юра, старший брат Ясуко

## Премьеры
- — 2 апреля 1977 года состоялась национальная премьера фильма в Токио[1].

## Премии и номинации
Кинопремия Японской Академии
- 1-я церемония вручения премии (1978)[2]
  - Номинации в категориях:
  - за лучшую режиссуру — Кон Итикава
  - за лучшее исполнение женской роль — Кэйко Киси
  - за лучшее исполнение мужской роли второго плана — Такэси Като
  - за лучшее исполнение мужской роли второго плана — Томисабуро Вакаяма
  - за лучшую работу художника-постановщика — Синобу Мураки

Hochi Film Awards (1977)
- Премия за лучшее исполнение мужской роли второго плана — Такэси Като[2].

Кинопремия «Голубая лента»
- 20-я церемония награждения (за 1977 год) — приз за лучшую мужскую роль второго плана — Томисабуро Вакаяма[2].

## Комментарии
1. ↑  «Дьявольская считалочка» — под таким названием фильм фигурирует в энциклопедическом издании «Кинословарь» 1986 года издания (стр. 161-162), под этим же названием фильм доступен для скачивания на торрент-трекерах. Иные варианты встречаются в отдельных кинематографических изданиях и на различных сайтах в Интернете.
2. ↑  Информация о фильме Архивная копия от 27 февраля 2015 на Wayback Machine на авторском сайте Сергея Кузнецова «Кое-что о японском кино» (рус.)
3. ↑  Под таким названием фильм фигурирует в книге «Режиссёрская энциклопедия: Кино Азии, Африки, Австралии, Латинской Америки», НИИ киноискусства, Ветрова Т.Н. (отв.ред.), Материк -М., 2001. С. 48. (рус.)